# Jealousy (álbum)
Jealousy é o terceiro álbum lançado pela banda X Japan, que incluí a balada "Say Anything, a música acústica "Voiceless Screaming" e "Silent Jealousy". Foi lançado em 1 de julho de 1991. Este foi o último álbum no qual o baixista Taiji tocou antes de sair da banda. Jealousy foi gravado em Los Angeles a partir de novembro de 1990.
Vendeu mais de um milhão de cópias e estreou em primeiro lugar na Oricon, ficando na parada por cinquenta semanas.

## Faixas
| N.º            | Título                                    | Letras           | Música         | Duração |  |
| 1.             | "Es Dur No Piano Sen" (Es Durのピアノ線)  |                  | Yoshiki        | 1:50    |  |
| 2.             | "Silent Jealousy"                         | Yoshiki          | Yoshiki        | 7:15    |  |
| 3.             | "Miscast"                                 | hide             | hide           | 5:12    |  |
| 4.             | "Desperate Angel"                         | Toshi            | Taiji          | 5:48    |  |
| 5.             | "White Wind From Mr. Martin ~ Pata's Nap" |                  | Pata           | 0:54    |  |
| 6.             | "Voiceless Screaming"                     | Toshi            | Taiji          | 6:11    |  |
| 7.             | "Stab Me In The Back"                     | Hitomi Shiratori | Yoshiki        | 3:54    |  |
| 8.             | "Love Replica"                            | hide             | hide           | 4:33    |  |
| 9.             | "Joker"                                   | hide             | hide           | 5:12    |  |
| 10.            | "Say Anything"                            | Yoshiki          | Yoshiki        | 8:40    |  |
| Duração total: | Duração total:                            | Duração total:   | Duração total: | 49:32   |  |

## Músicos
- Yoshiki – bateria e piano
- Toshi – vocais
- hide – guitarra
- Pata – guitarra
- Taiji – baixo e violão